# Frebécourt
Frebécourt é uma comuna francesa na região administrativa do Grande Leste, no departamento de Vosges. Estende-se por uma área de 10.53 km². Em 2010 a comuna tinha 331 habitantes (densidade: 31,4 hab./km²).